# Xian de Dongtou
Le district de Dongtou (洞头区 ; pinyin : Dòngtóu Qu) est un district administratif de la province du Zhejiang en Chine. Il est placé sous la juridiction administrative de la ville-préfecture de Wenzhou. Il est composé de 168 îles dans la mer de Chine orientale.
Le district sera traversé par la ligne S1 du métro de Wenzhou sur l’île de Lingkun.

## Subdivisions
Le discrit de Dongtou est divisé en 4 sous-districts :
- sous-district de Bei’ao (北岙街道)
- sous-district de Yuanjue (元觉街道)
- sous-district de Dongping (东屏街道)
- sous-district de Niyu (霓屿街道)

Le district contient aussi le bourg Damen (大门镇) et le canton de Luxi (鹿西乡).

## Démographie
La population du district était de 125 457 habitants en 1999.